# Aion
Aion е петият студиен албум на австралийското неокласическо/даркуейв/ню ейдж дуо Дед Кен Денс, издаден на 2 юли 1990 г. Това е първият албум на дуото след края на тяхната любовна връзка и е плод на работата им на два различни континента. Записан е в новия дом на Брендан Пери – Quivvy Church в Ирландия, който някога е бил истинска църква, с допълнителен запис на "The Arrival and the Reunion" и "The End of Words" в Woodbine Street Recording Studios в Лемингтън Спа.
В този албум Дед Кен Денс изследват ранната музика в по-голяма степен, включително средновековна музика и ренесансова музика, както отбелязва Пери, „синоним на периода на Бош"; това включва парчета като италианския танцов инструментал от 14 век ("Saltarello") и каталонска балада от 16 век ("The Song of the Sibyl"), текстове от испанския бароков поет от 17 век Луис де Гонгора ("Fortune Presents Gifts Not According to the Book“) и инструменти като хърди-гърди и виола да гамба. Мъжкото сопрано Дейвид Наваро Съст участва с вокали в песни 1 и 7.
Обложката представлява част от триптиха на холандския художник Йеронимус Бош, „Градината на земните удоволствия“, по-точно централния панел „Земя“.

## Песни
1. The Arrival and the Reunion – 1:38
2. Saltarello – 2:34
3. Mephisto – 0:54
4. The Song of the Sybil – 3:45
5. Fortune Presents Gifts Not According to the Book – 6:03
6. As the Bell Rings the Maypole Spins – 5:16
7. The End of Words – 2:05
8. Black Sun – 4:56
9. Wilderness – 1:24
10. The Promised Womb – 3:22
11. The Garden of Zephirus – 1:20
12. Radharc – 2:48

## Състав
Дед Кен Денс
- Лиса Джерард – вокали, инструменти, продукция
- Брендан Пери – вокали, инструменти, продукция, дизайн

Допълнителен персонал 
- Дейвид Наваро Съст – вокали (песни 1 и 7)
- Джон Бонар – клавишни (песен 5), съвместни аранжименти (песен 2 и 5)
- Робърт Пери – гайда (песни 2 и 6)
- Андрю Робинсън – бас виола (песен 10)
- Ан Робинсън – бас виола (песен 10)
- Онър Кармоди – тенор виола (песен 10)
- Луси Робинсън – тенор виола (песен 10)
- Луис де Гонгора – думи (песен 5)

|  | Тази страница частично или изцяло представлява превод на страницата Aion (Dead Can Dance album) в Уикипедия на английски. Оригиналният текст, както и този превод, са защитени от Лиценза „Криейтив Комънс – Признание – Споделяне на споделеното“, а за съдържание, създадено преди юни 2009 година – от Лиценза за свободна документация на ГНУ. Прегледайте историята на редакциите на оригиналната страница, както и на преводната страница, за да видите списъка на съавторите. ВАЖНО: Този шаблон се отнася единствено до авторските права върху съдържанието на статията. Добавянето му не отменя изискването да се посочват конкретни източници на твърденията, които да бъдат благонадеждни. |